# 凍える鏡
『凍える鏡』（こごえるかがみ）は、2008年の日本の映画。精神科医の監修を受け、邦画として初めて自己愛性パーソナリティ障害を取り扱った。田中圭の初めての主演映画であり、また渡辺美佐子の100本目の映画出演作品でもある。
2009年6月12日ジェイ・ブイ・ディーよりDVDがリリースされており、2020年11月11日時点でAmazon prime video、FOD、GYAO!にて有料配信もされている。

## あらすじ
画家をめざす青年・岡野瞬は東京の路上で自分の描いた絵を売っていた。ある日、信州の山荘でひとり暮らしをしている年老いた童話作家・矢崎香澄が講演のために上京し、その帰り道、街角で瞬の絵に目を留める。これが2人の出会いであった。
やがて自殺した香澄の親友の部屋の片付けなどをきっかけに、親子以上に年の離れた瞬と香澄は不思議な絆で結ばれていく。
瞬は少年のように純粋な心を持ちながら、すぐに怒りを爆発させては周囲と問題を起こす不安定な精神状態で、それを心配した香澄は、臨床心理士をしている一人娘・矢崎由里子に瞬の治療を頼む。
由里子は瞬と面談し、彼に自己愛性パーソナリティ障害の傾向があることを感じる。カウンセリングを通して少しずつ心の平穏を覚え、同時に由里子に好意を抱いていく瞬。その過程で、瞬が幼児期に母から虐待を受けていた事実が明らかになっていく。そして実は、由里子自身も母親の香澄に対し、密かに充たされぬ感情を抱いていたのだった…。

## キャスト
- 岡野 瞬（おかの しゅん） - 田中圭
- 矢崎 由里子（やざき ゆりこ） - 冨樫真
- 矢崎 香澄（やざき かすみ） - 渡辺美佐子
- 秋沢 清司（あきざわ せいじ） - 増沢望
- 武田 真知子（たけだ まちこ） - 川口節子
- 後藤 達夫（ごとう たつお） - 菊池隆則
- 吉村（よしむら） - 下條アトム（友情出演）

その他
- 加藤忠可
- 新妻さと子
- 本田真大
- 鈴木宏美
- 森田このみ
- 渡辺菜友
- 橋本生明
- 大出勉
- 深津哲也
- 辻しのぶ
- 白山千華
- 木次真紀（声の出演）

## スタッフ
- 監督・脚本・編集：大嶋拓
- プロデューサー：露木栄司、内山亮
- 撮影監督：宮野宏樹
- 録音：宋晋瑞
- ヘアメイク：岩橋奈都子
- 助監督：川井武
- 撮影助手：渡辺章史
- 監督助手：森克行
- 美術担当：長寿恵
- 制作担当：伊東祐之
- 音楽：伊藤ひさ子
- 絵画制作：加瀬世市
- 医事監修：熊谷一朗
- 特別協力：多井久晃、田久保利幸
- 撮影協力：妙高高原フィルム・コミッション、ながのフィルムコミッション
- 機材協力：パナソニックDVワークショップスタジオDU
- 制作協力：ニューシネマワークショップ
- 製作・配給：「凍える鏡」製作事務所（TAC/ワコー/エクラアニマル/シネマポルト/AZ）

## 関連書籍
- 『シナリオ』2008年3月号 - 本作のシナリオ全文が掲載